# Liste des monuments historiques d'Épinal
Ce tableau présente la liste de tous les monuments historiques classés ou inscrits dans la ville d'Épinal, Vosges, en France.

## Liste des immeubles classés ou inscrits
| Monument                    | Adresse                                  | Coordonnées                      | Notice         | Protection     | Date      | Illustration                |
| --------------------------- | ---------------------------------------- | -------------------------------- | -------------- | -------------- | --------- | --------------------------- |
| Basilique Saint-Maurice     | Rue Pellet                               | 48° 10′ 27″ nord, 6° 27′ 03″ est | « PA00107140 » | Classé         | 1846      | Basilique Saint-Maurice     |
| Maison romaine              | Rue de Nancy Impasse des Blanchisseuses  | 48° 10′ 51″ nord, 6° 26′ 45″ est | « PA00107328 » | Inscrit        | 1990      | Maison romaine              |
| Chapelle Saint-Michel       | Rue Émile-Zola                           | 48° 10′ 49″ nord, 6° 27′ 45″ est | « PA00107346 » | Inscrit        | 1992      | Chapelle Saint-Michel       |
| Château                     | Parc du Château                          | 48° 10′ 31″ nord, 6° 27′ 20″ est | « PA00107139 » | Classé Inscrit | 1992      | Château                     |
| Église Notre-Dame-au-Cierge | Avenue De-Lattre-de-Tassigny             | 48° 10′ 40″ nord, 6° 26′ 37″ est | « PA88000047 » | Classé Inscrit | 2011 2010 | Église Notre-Dame-au-Cierge |
| Imagerie                    | 42bis quai de Dogneville Rue de Bellevue | 48° 11′ 03″ nord, 6° 26′ 47″ est | « PA00107141 » | Inscrit        | 1986      | Imagerie                    |
| Immeuble                    | 30bis rue Thiers                         | 48° 10′ 10″ nord, 6° 27′ 04″ est | « PA00107142 » | Inscrit        | 1984      | Immeuble                    |
| Maison                      | 1 place des Vosges 15 rue du 170e-RI     | 48° 10′ 29″ nord, 6° 27′ 00″ est | « PA00107143 » | Inscrit        | 1926 1994 | Maison                      |
| Maison                      | 2 place des Vosges                       | 48° 10′ 29″ nord, 6° 26′ 59″ est | « PA00107144 » | Inscrit        | 1926      | Maison                      |
| Maison                      | 3 place des Vosges                       | 48° 10′ 29″ nord, 6° 27′ 00″ est | « PA00107145 » | Inscrit        | 1926      | Maison                      |
| Maison                      | 4 place des Vosges                       | 48° 10′ 29″ nord, 6° 26′ 59″ est | « PA00107146 » | Inscrit        | 1926      | Maison                      |
| Maison                      | 6 place des Vosges                       | 48° 10′ 29″ nord, 6° 26′ 59″ est | « PA00107148 » | Inscrit        | 1926      | Maison                      |
| Maison                      | 7 place des Vosges                       | 48° 10′ 30″ nord, 6° 27′ 00″ est | « PA00107149 » | Inscrit        | 1926      | Maison                      |
| Maison                      | 8 place des Vosges                       | 48° 10′ 28″ nord, 6° 26′ 59″ est | « PA00107150 » | Inscrit        | 1926      | Maison                      |
| Maison                      | 9 place des Vosges                       | 48° 10′ 30″ nord, 6° 27′ 01″ est | « PA00107151 » | Inscrit        | 1926      | Maison                      |
| Maison                      | 10 place des Vosges                      | 48° 10′ 28″ nord, 6° 26′ 59″ est | « PA00107152 » | Inscrit        | 1926      | Maison                      |
| Maison                      | 11 place des Vosges                      | 48° 10′ 30″ nord, 6° 27′ 02″ est | « PA00107153 » | Inscrit        | 1926      | Maison                      |
| Maison                      | 12 place des Vosges                      | 48° 10′ 28″ nord, 6° 27′ 00″ est | « PA00107154 » | Inscrit        | 1926      | Maison                      |
| Maisons                     | 13-15 place des Vosges                   | 48° 10′ 29″ nord, 6° 27′ 02″ est | « PA00107155 » | Inscrit        | 1926      | Maisons                     |
| Maison                      | 14 place des Vosges                      | 48° 10′ 28″ nord, 6° 27′ 00″ est | « PA00107156 » | Inscrit        | 1926      | Maison                      |
| Maison                      | 16 place des Vosges                      | 48° 10′ 28″ nord, 6° 27′ 00″ est | « PA00107157 » | Inscrit        | 1926      | Maison                      |
| Maison                      | 17-19-21 place des Vosges                | 48° 10′ 29″ nord, 6° 27′ 02″ est | « PA00107158 » | Inscrit        | 1926      | Maison                      |
| Maison                      | 18 place des Vosges                      | 48° 10′ 28″ nord, 6° 27′ 01″ est | « PA00107159 » | Inscrit        | 1926      | Maison                      |
| Maison                      | 20 place des Vosges                      | 48° 10′ 28″ nord, 6° 27′ 01″ est | « PA00107160 » | Inscrit        | 1928      | Maison                      |
| Maison                      | 22 place des Vosges                      | 48° 10′ 28″ nord, 6° 27′ 01″ est | « PA00107161 » | Inscrit        | 1926      | Maison                      |
| Maison                      | 23 place des Vosges                      | 48° 10′ 28″ nord, 6° 27′ 02″ est | « PA00107162 » | Inscrit        | 1926      | Maison                      |
| Maison du Bailli            | 5 place des Vosges                       | 48° 10′ 30″ nord, 6° 27′ 00″ est | « PA00107147 » | Classé         | 1986      | Maison du Bailli            |

## Liste des meubles classés ou inscrits
| Monument                              | Adresse                                         | Coordonnées                      | Notice         | Protection | Date | Illustration                          |
| ------------------------------------- | ----------------------------------------------- | -------------------------------- | -------------- | ---------- | ---- | ------------------------------------- |
| Évangéliaire pourpre                  | Bibliothèque multimédia intercommunale d'Épinal | à géolocaliser                   | « PM88000314 » | Classé     | 1993 | Évangéliaire pourpre                  |
| Boiseries de l'abbaye de Moyenmoutier | Bibliothèque multimédia intercommunale d'Épinal | 48° 06′ 14″ nord, 6° 16′ 23″ est | « PM88001055 » | Classé     | 1998 | Boiseries de l'abbaye de Moyenmoutier |